# جيمس برادلي (لاعب كرة قدم)
جيمس برادلي (بالإنجليزية: James Bradley)‏ (5 مايو 1881 في المملكة المتحدة - 12 مارس 1954 ببلاكبول في المملكة المتحدة) هو لاعب كرة قدم بريطاني (وحمل سابقاً جنسية المملكة المتحدة لبريطانيا العظمى وأيرلندا) في مركز الوسط. لعب مع ستوك سيتي ونادي ريدنغ ونادي ليفربول.